# Birger Var
Birger Var, född 30 juni 1893, död 22 maj 1970, var en norsk roddare. Vid olympiska spelen 1920 i Antwerpen tog han bronsmedalj i fyra med styrman.